# Lella Lombardi
Lella Lombardi, italijanska dirkačica Formule 1, * 26. marec 1941, Frugarolo, Alessandria, Italija, † 3. marec 1992, Milano, Italija.
Maria Grazia Lombardi, bolj znana kot Lella Lombardi, je pokojna italijanska dirkačica Formule 1. Debitirala je v sezoni 1974, toda na edino dirko na kateri je dobila priložnost, Veliko nagrada Veliko Britanije, se ni uspela kvalificirati. Na Veliki nagradi Španije v naslednji sezoni 1975 je osvojila šesto mesto, kar je edina uvrstitev v točke ženske na prvenstvenih dirkah v zgodovini Formule 1. Ker je bila dirka predčasno prekinjena je sicer dobila pol točke. V isti sezoni je bila tudi na Veliki nagradi Nemčije blizu uvrstitvi v točke, saj je dirko končala na sedmem mestu. Po štirih dirkah v sezoni 1976 se je upokojila. Leta 1992 je umrla za rakom.

## Popolni rezultati Formule 1
(legenda) (odebeljene dirke pomenijo najboljši štartni položaj, poševne pa najhitrejši krog, †-uvrščen kljub odstopu)
| Leto | Moštvo                     | Šasija        | Motor       | 1      | 2   | 3       | 4     | 5       | 6       | 7       | 8      | 9      | 10      | 11     | 12     | 13      | 14      | 15  | 16  | Prv | Toč |
| ---- | -------------------------- | ------------- | ----------- | ------ | --- | ------- | ----- | ------- | ------- | ------- | ------ | ------ | ------- | ------ | ------ | ------- | ------- | --- | --- | --- | --- |
| 1974 | Allied Polymer Group       | Brabham BT42  | Cosworth V8 | ARG    | BRA | JAR     | ŠPA   | BEL     | MON     | ŠVE     | NIZ    | FRA    | VB DNQ  | NEM    | AVT    | KAN     | ITA     | ZDA |     | -   | 0   |
| 1975 | March Engineering          | March 741     | Cosworth V8 | ARG    | BRA | JAR Ret |       |         |         |         |        |        |         |        |        |         |         |     |     | 21. | 0.5 |
| 1975 | Lavazza March              | March 751     | Cosworth V8 |        |     |         | ŠPA 6 | MON DNQ | BEL Ret | ŠVE Ret | NIZ 14 | FRA 18 | VB Ret  | NEM 7  | AVT 17 | ITA Ret |         |     |     | 21. | 0.5 |
| 1975 | Frank Williams Racing Cars | Williams FW04 | Cosworth V8 |        |     |         |       |         |         |         |        |        |         |        |        |         | ZDA DNS |     |     | 21. | 0.5 |
| 1976 | Lavazza March              | March 761     | Cosworth V8 | BRA 14 | JAR | ZZDA    | ŠPA   | BEL     | MON     | ŠVE     | FRA    |        |         |        |        |         |         |     |     | -   | 0   |
| 1976 | RAM Racing with Lavazza    | Brabham BT44B | Cosworth V8 |        |     |         |       |         |         |         |        | VB DNQ | NEM DNQ | AVT 12 | NIZ    | ITA     | KAN     | ZDA | JAP | -   | 0   |